# Calyptorhynchus lathami
Calyptorhynchus lathami е вид птица от семейство Какадута (Cacatuidae). Видът е незастрашен от изчезване.

## Разпространение
Разпространен е в Австралия.